# Igorre
Igorre è un comune spagnolo di 3 857 abitanti situato nella comunità autonoma dei Paesi Baschi.